# 大竜町
大竜町（だいりゅうちょう）は、鹿児島県鹿児島市の町。郵便番号は892-0805。人口は799人、世帯数は452世帯（2020年10月1日現在）。大竜町の全域で住居表示を実施している。

## 地理
稲荷川の下流域、鹿児島市中部に位置する。町域の北方は池之上町、南方は上本町、柳町、東方は春日町、西方は下竜尾町、上竜尾町にそれぞれ接している。
町域の西端に鹿児島県道25号鹿児島蒲生線、南端に国道10号が通っている。東部には鹿児島市立大龍小学校が所在している。

### 町名の由来
大竜町という町名は南浦文之和尚が町域内に開山した「大竜寺」に由来している。

## 歴史

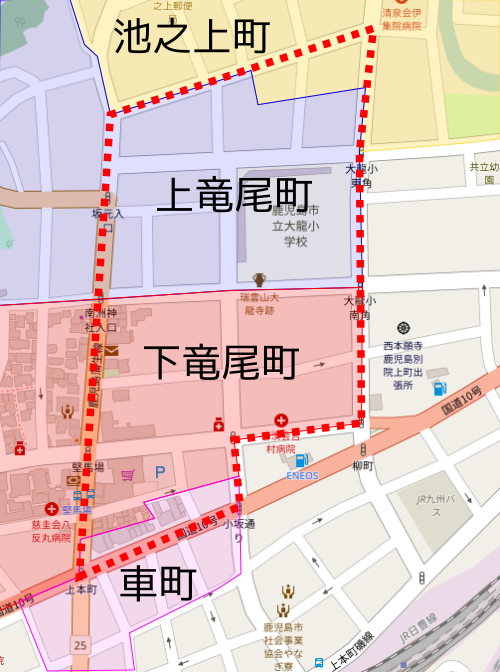
1967年の住居表示実施前後の町域。赤破線の区域が現在の大竜町。
青色が上竜尾町、赤色が下竜尾町、黄色が池之上町、ピンク色が旧車町である

1962年（昭和37年）に住居表示に関する法律が施行されたのに伴い、鹿児島市は鹿児島市街地域の住居表示に着手した。1967年（昭和42年）11月1日に上町地区の一部において住居表示が実施され、住居表示の実施に伴い町の再編が行われた。それに伴って、池之上町、車町、上竜尾町、下竜尾町の各一部より分割され、鹿児島市の町「大竜町」として設置された。

### 町域の変遷
| 変更後         | 変更年             | 変更前           |
| -------------- | ------------------ | ---------------- |
| 大竜町（新設） | 1967年（昭和42年） | 池之上町（一部） |
| 大竜町（新設） | 1967年（昭和42年） | 車町（一部）     |
| 大竜町（新設） | 1967年（昭和42年） | 上竜尾町（一部） |
| 大竜町（新設） | 1967年（昭和42年） | 下竜尾町（一部） |

## 人口
以下の表は国勢調査による小地域集計が開始された1995年以降の人口の推移である。
| 年                 | 人口 |
| ------------------ | ---- |
| 1995年（平成7年）  | 942  |
| 2000年（平成12年） | 870  |
| 2005年（平成17年） | 984  |
| 2010年（平成22年） | 996  |
| 2015年（平成27年） | 943  |
| 2020年（令和2年）  | 799  |

## 施設

### 公共
- 大龍校区公民館

### 教育
- 鹿児島市立大龍小学校[15]

### 郵便局
- 鹿児島大竜郵便局[16]

## 小・中学校の学区
市立小・中学校の学区（校区）は以下の通りである。
| 町丁   | 番・番地 | 小学校               | 中学校               |
| ------ | -------- | -------------------- | -------------------- |
| 大竜町 | 12-14    | 鹿児島市立大龍小学校 | 鹿児島市立清水中学校 |
| 大竜町 | その他   | 鹿児島市立大龍小学校 | 鹿児島市立長田中学校 |

## 出身著名人

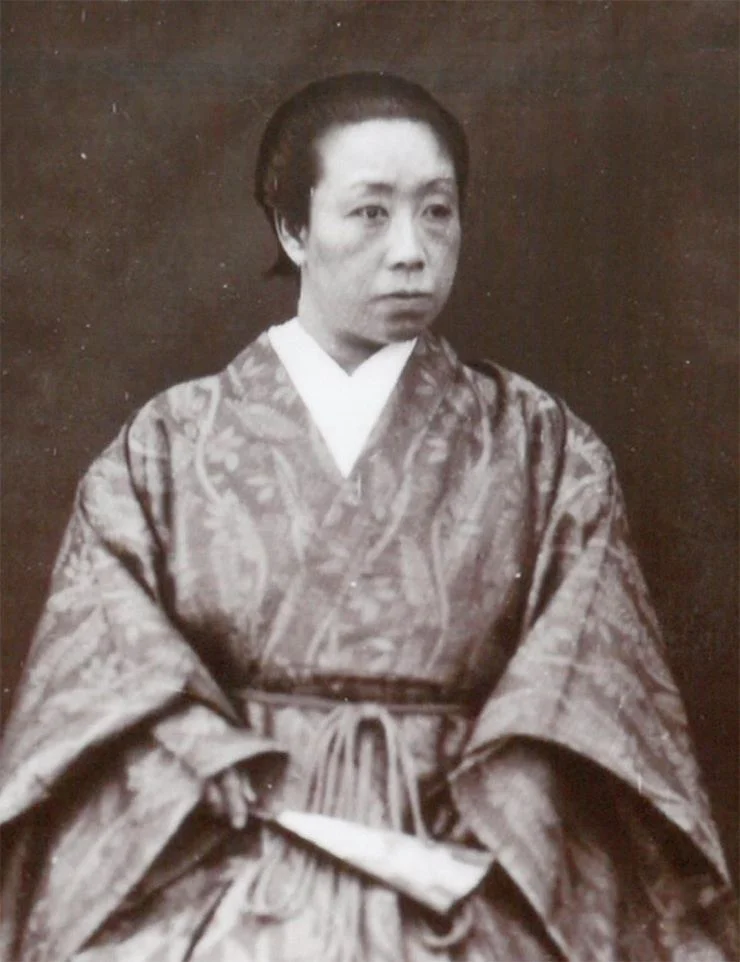
天璋院（今和泉島津家出身）

- 天璋院（江戸幕府第13代将軍徳川家定御台所）

## 交通

### 道路
一般国道
- 国道10号

主要地方道
- 鹿児島県道25号鹿児島蒲生線